# -an
-an ist ein Suffix in verschiedenen indoeuropäischen Sprachen.

## Lateinisches Suffix
-anus/-ana ist ein Suffix in der lateinischen Sprache und bezeichnet eine Herkunft
- in Adjektiven: montanus, urbanus

## Stämme
-an ist eine Endung in Namen von Volksgruppen
- Alanen, Roxolanen, Boraner (iranische Herkunft)
- Pomoranen, Ruganen, Stodoranen, Ukranen (Liste der slawischen Stämme)

## Personennamen
-an ist ein Suffix in einigen Personennamen
- Aryan, Boran, Roxana (persisch)
- Arianus, Diocletianus (Diokletian), Traianus (Trajan) (römisch)
- Hraban
- Bojan, Dragan, Milan, Stojan, Zlatan (serbisch)

## Chemie
Die Alkane enden auf -an.

## Unterscheidung zu anderen Endsilben
Die Endung -an wird in der Wortbildung unterschieden von den Endsilben -stan aus dem Persischen, -man (von mania), und -phan (von phainesthai) aus dem Griechischen, ebenso von -ban, -han, u. a. im arabischen Sprachraum.